# Axel Löfgren
Axel Löfgren (i riksdagen kallad Löfgren i Äppelviken), född 23 mars 1880 i Gryts församling, Östergötlands län, död 14 juni 1954 i Bromma kyrkobokföringsdistrikt, Stockholms stad, var en svensk förbundsordförande och socialdemokratisk riksdagspolitiker.
Löfgren var ledamot av riksdagens första kammare från 1942, invald i Stockholms stads valkrets. Han är begravd på Bromma kyrkogård.